# 설로혈로
"설로혈로"(雪路血路)는 홍콩, 한국에서 제작된 린푸디 감독의 1970년 액션, 드라마 영화이다. 오경아 등이 주연으로 출연하였고 김태수 등이 제작에 참여하였다.

## 출연

### 주연
- 오경아
- 장샤오옌
- 맹리
- 권룡
- 강남

## 기타
- 연출부: 명기봉